# Standard
En standard är en norm som gäller för alla aspekter av en sak.
Standarder är dokumenterad kunskap från framstående aktörer inom industri, näringsliv och samhälle. Standarder finns för allt från skallror, cykelhjälmar, kuvertstorlekar och kirurgiska implantat till miljö- och kvalitetsledningssystem för företag och organisationer, eluttag, radiogränssnitt och cybersäkerhet. Det finns även allt fler standarder inom tjänsteområdet. Standarder syftar till förbättrad säkerhet, ökad handel, minskade kostnader, förbättrad arbetsmiljö, samt miljö- och konsumentskydd. Några kända standarder är A-format, ISO 14000 och GSM.
Huvudprincipen är att experter från företag, organisationer, myndigheter och andra intressenter tar fram standarder tillsammans med ett standardiseringsorgan. I Sverige finns tre erkända standardiseringsorgan, Svenska institutet för standarder, SIS,  SEK Svensk Elstandard och ITS, Svenska informations- och telekommunikationstandardiseringen. En standard som är fastställd som svensk standard enligt någon av de erkända standardiseringsorganen får prefixet SS, exempelvis SS-EN ISO 14000.